# يولاندا دي درو، ملكة إسكتلندا
يولاندا دي درو (1263 - 2 أغسطس 1322) كان كونتيسة مونتفورت في القانون، وأيضا كانت ملكة اسكتلندا من خلال زواجها من ألكسندر الثالث، ثم أصبحت دوقة بريتاني القرينة من خلال زواجها من آرثر الثاني.

## حياته

### النشأة
كانت الابنة الثانية لـ روبرت الرابع، كونت درو وبياتريس، كونتيسة مورنتفورت؛ كان والدها من سليل لويس السادس ملك فرنسا، مما يجعلها من إحدى فروع سلالة الكابيتيون.

### ملكة اسكتلندا
في 1281 فقد الملك ألكسندر الثالث ابنه ديفيد ثم أثنين من أبنائه في عامين التاليين، مما أصبحت حفيدته مارغريت الوريثة الوحيدة، مما كان في حاجة الماسة للزواج مرة أخرى لإنجاب وريث جديد للمملكة، والدته الملكة الأرملة ماريا دي كوسي كانت متزوجة من جان دي بريين اعتبرت زواجه من يولاندا مناسبة للزواج، بحيث يؤكد على استقلال اسكتلندا من إنجلترا.
تم احتفال بالزواج في 15 أكتوبر 1285 بحيث حضره عدد من نبلاء الفرنسيين واسكتلندا، إلا أن بعد شهور توفي ألكسندر في 18 مارس 1286 بعد سقوطه من الحصان في قلعة إدنبرة، انتقلت يولاندا إلى قلعة ستيرلنغ وادعت الحمل، إذا انجبت يولاندا ابناً كان سيصبح ملكاً وإما إذا انجبت ابنة يفضل في هذه الحالة حفيدته مارغريت على ابنة الرضيعة، ولكن من غير الواضح ما حدث للحمل، ولكن يعتقد أنها انجبت طفلاً ميتاً، وبذلك أصبحت مارغريت الملكة، ومع ذلك بقيت يولاندا في اسكتلندا لبضعة سنوات، ثم عادت إلى فرنسا.

### دوقة بريتاني وكونتيسة مونتفورت
في مايو 1294 تزوجت من آرثر الثاني، دوق بريتاني كانت زوجته الثانية؛ انجبت له ستة أبناء، توفي آرثر في 1312، وخلفه ابنه من زوجته الأولى جان الثالث، دوق بريتاني.
يولاندا خلفت والدته بياتريس في 1311 كـ كونتيسة مونتفورت؛ ومع ذلك واصلت في إدارة شؤون مملكة اسكتلندا، توفيت في 1322 مونتفورت مُرت إلى ابنها البكر جان الذي كافح من أجل ادعائه لـ دوقية بريتاني بعد وفاة شقيقه جان الثالث.

## الذرية
- انجبت طفلاً ميتاً بعد وفاة زوجها الأول ألكسندر الثالث ملك اسكتلندا.[3]
- انجبت يولاندا لـ زوجها الثاني آرثر الثاني دوق بريتاني؛ ستة أبناء:-

1. جان؛ ولد في 1294؛ أصبح كونت مونتفورت، وأيضا ادعى بريتاني.
2. بياتريس؛ ولدت في 1295؛ تزوجت من غي العاشر دي لافال.
3. جوان؛ ولدت في 1296؛ تزوجت من روبرت ابن روبرت الثالث، كونت فلاندرز.
4. أليس (حوالي.1297 - 1377)؛ تزوجت من بوشار السادس دي فوندم.
5. بلانش؛ ولدت حوالي.1300، توفيت وهي صغيرة.
6. ماري؛ ولدت في 1302، دخلت الدير.